# Climats (téléfilm)
Les Orages de la passion
Pour les articles homonymes, voir Climat (homonymie).
Climats (ou Les Orages de la passion) est un téléfilm français inspiré du roman homonyme d'André Maurois, réalisé par Caroline Huppert et diffusé le 8 janvier 2012 sur TSR2 et le 14 janvier sur France 3.

## Fiche technique
- Titre : Climats
- Titre alternatif : Les Orages de la passion
- Réalisation : Caroline Huppert
- Scénario : Caroline Huppert, d'après le roman d'André Maurois
- Photographie : Yves Lafaye
- Musique : Mathieu Lamboley
- Décors : Denis Seiglan
- Costumes : Sophie Dussaud
- Date de diffusion : 14 janvier 2012 sur France 3
- Durée : 90 minutes
- Genre : Drame

## Distribution
- Yannick Renier : Philippe Marcenat
- Raphaëlle Agogué : Odile Malet
- Ludmila Mikaël : Tante Cora
- Macha Méril : Henriette Marcenat
- Philippe Laudenbach : Edmond Marcenat
- Agathe Bonitzer : Isabelle Cheverny
- Aurore Paris : Misa
- Alain Libolt : M. Malet
- Amandine Dewasmes : Renée
- Stanislas Merhar : François Crozant